# Keita Nozaki
Keita Nozaki (født 25. april 1990) er en japansk tidligere professionel fodboldspiller.
Han har spillet for flere forskellige klubber i sin karriere, herunder Thespakusatsu Gunma.